# Райнхард Бор
Райнхард Бор (на английски: Reinhardt Buhr) е южноафрикански мултиинструменталист.Живее в град Кейптаун.

## Биография
Райнхард е роден през 1988 година в Йоханесбург. Осъществява своята музикална дейност като мултиинструменталист и уличен музикант. След завършване на гимназиално образование учи в американския държавен университет. Дипломира се със степен „Бакалавър“.Считан е за световен фюжън и и изпълнител на живо.
При музикалните си изпълнения Райнхард Бор използва инструменти като китара, електрическо виолончело, перкусии, тромпет, пиано и лууп ефекти. Тези инструменти са музикален съпровод на неговото пеене и усета му към музиката. Въпреки всичко неговите фенове считат, че той е силно подценяван музикант.
Като импровизиращ музикант и композитор Райнхард Бур прави микс от звуците на непредсказуемите ритми на китарата с фламенкото и с древните хармонии на австралийското диджериду, израелския шофар и испанския кахон. Той започва своята музикална кариера през 2010 г. и бързо става известен с концертите си по улиците в Южна Африка и Европа.

## Дискография
Издавана без лейбъл и разпространявана он лайн:

### Албуми
- Seed – CD, албум (2018)
- Movement 1 – CD, албум (2018)
- The Final Movement – CD, албум (2019)
- Movement 2 – Live – CD, албум (2019)
- Movement 3 – Berlun – CD, албум (2019)
- Arise – 2 CD-ROM, албум (2020)
- Live In Las Vegas (2023), MP3, FLAC[5]
- Single Collection (2023), MP3, FLAC[5]
- New Season (Live)[5]

### Сингли и Ел Пи
- Enter Trough The Narow Gate – mp 3. сингъл, 320 kbps (2018)
- Reflections – mp 3. сингъл, 320 kbps (2020)
- Reinhardt Buhr Feat. Nicole Gliddon – Alive (2020)
- Live Looping & Drum Improv – mp 3. сингъл, 320 kbps (2021)
- Reinhardt Buhr ft. Mandie Buhr – The eyes of God – mp 3. сингъл, 320 kbps (2021)

### Компилации
- Compilation Album – CDr, албум, компресиран
- Livestream – 3 файла, mp 3. албум, 320 kbps (2021)